# Issans
Issans ist eine französische Gemeinde mit 241 Einwohnern (Stand: 1. Januar 2022) im Département Doubs in der Region Bourgogne-Franche-Comté.

## Geographie
Issans liegt auf 335 m, etwa sechs Kilometer westnordwestlich der Stadt Montbéliard (Luftlinie). Das Dorf erstreckt sich westlich des Beckens von Montbéliard und nördlich des Doubstals, in der Talniederung des Rupt, umgeben von den Höhen des Grand Bois.
Die Fläche des 2,72 km² großen Gemeindegebiets umfasst einen Abschnitt der gewellten Landschaft nördlich des Doubstals. Der zentrale Teil des Gebietes wird von der Talniederung des Rupt eingenommen, der nördlich des Dorfes den Zufluss eines rechten Seitenbachs erhält und für die Entwässerung nach Südosten zum Allan und damit zum Doubs sorgt. Flankiert wird das Tal von überwiegend bewaldeten Höhen: Im Süden vom Grand Bois (bis 420 m), im Westen vom Plateau von Saint-Julien (400 m) und im Nordosten von einer weiteren, Grand Bois genannten Höhe, auf der mit 432 m die höchste Erhebung von Issans erreicht wird.
Nachbargemeinden von Issans sind Raynans und Montbéliard im Norden, Allondans im Osten, Dung im Süden sowie Saint-Julien-lès-Montbéliard im Westen.

## Geschichte
Seit dem Mittelalter gehörte Issans zum Herrschaftsgebiet der Grafen von Montbéliard. Mit der Annexion der Grafschaft Württemberg-Mömpelgard (Montbéliard) gelangte das Dorf 1793 endgültig in französische Hand. Heute ist Issans Teil des Gemeindeverbandes Pays de Montbéliard Agglomération.

## Bevölkerung
| Jahr                       | 1962 | 1968 | 1975 | 1982 | 1990 | 1999 | 2006 | 2016 |
| Einwohner                  | 106  | 99   | 199  | 264  | 266  | 275  | 253  | 241  |
| Quellen: Cassini und INSEE |      |      |      |      |      |      |      |      |

Mit 241 Einwohnern (Stand 1. Januar 2022) gehört Issans zu den kleinen Gemeinden des Départements Doubs. Nachdem die Einwohnerzahl in der ersten Hälfte des 20. Jahrhunderts stets im Bereich zwischen 70 und 110 Personen gelegen hatte, wurde von 1968 bis 1982 ein markantes Bevölkerungswachstum verzeichnet. Seither wurden nur noch geringe Schwankungen beobachtet.

## Wirtschaft und Infrastruktur
Issans war bis weit ins 20. Jahrhundert hinein ein vorwiegend durch die Landwirtschaft (Ackerbau, Obstbau und Viehzucht) und die Forstwirtschaft geprägtes Dorf. Daneben gibt es heute einige Betriebe des lokalen Kleingewerbes. Mittlerweile hat sich das Dorf auch zu einer Wohngemeinde gewandelt. Viele Erwerbstätige sind deshalb Wegpendler, die in der Agglomeration Montbéliard ihrer Arbeit nachgehen.
Die Ortschaft liegt abseits der größeren Durchgangsstraßen an einer Departementsstraße, die von Montbéliard nach Aibre führt. Der nächste Anschluss an die Autobahn A36 befindet sich in einer Entfernung von ungefähr neun Kilometern. Weitere Straßenverbindungen bestehen mit Raynans und Saint-Julien-lès-Montbéliard.